# Tormenta tropical Mirinae (2016)
La tormenta tropical severa Mirinae (designación internacional: 1603, designación JTWC: 05W) fue un ciclón tropical de intensidad moderada que azotó la isla de Hainan, China y el norte de Vietnam a finales de julio de 2016. Mirinae, la tercera tormenta con nombre de la temporada anual de tifones, se formó el 25 de julio de 2016 como una depresión tropical al oeste de Luzón en Filipinas. El 26 de julio, se desplazó hacia el oeste-noroeste y se había intensificado hasta convertirse en una tormenta tropical antes de tocar tierra en la isla de Hainan, China. Después de pasar sobre Hainan, se intensificó hasta convertirse en una tormenta tropical severa y tocó tierra sobre el delta del río Rojo en el norte de Vietnam a última hora del 27 de julio y se disipó al día siguiente.
En Hainan, las pérdidas económicas alcanzaron los 56,9 millones de dólares estadounidenses. En Vietnam, el 29 de julio, la tormenta había dejado cinco muertos y cinco desaparecidos. Se informaron daños graves a la infraestructura en el norte de Vietnam, con daños a las líneas eléctricas que causaron apagones y cortes de energía en algunas áreas. Mirinae también hundió doce barcos, destruyó los techos de 1425 casas y arrancó unos 5000 árboles. Los daños totales en Vietnam alcanzaron los 323,9 millones de dólares estadounidenses.

## Historia meteorológica
Mirinae se notó por primera vez como una depresión tropical el 25 de julio de 2016, cuando se movió desde la costa oeste de Luzón hacia el Mar de China Meridional, a unos 300 km (185 millas) al este de las Islas Paracel. El centro de circulación de bajo nivel bien definido del sistema estaba ubicado en un entorno muy favorable para un mayor desarrollo, con una cizalladura vertical del viento baja y temperaturas superficiales del mar muy cálidas. Más tarde ese mismo día, el Centro Conjunto de Advertencia de Tifones (JTWC) inició avisos sobre el sistema y lo clasificó como depresión tropical Cinco-W, ya que se movía hacia el noroeste a lo largo de la periferia de una cordillera subtropical de alta presión. Durante el día siguiente, a medida que el sistema se movía hacia el oeste-noroeste, continuó intensificándose y la Agencia Meteorológica de Japón (JMA) lo denominó Mirinae después de convertirse en una tormenta tropical. Posteriormente, Mirinae se debilitó ligeramente cuando tocó tierra más tarde ese día, cerca de Wanning y cruzó la isla de Hainan, antes de volver a intensificarse a medida que avanzaba hacia el golfo de Tonkin. El sistema fue clasificado como tormenta tropical severa por la Agencia Meteorológica de Japón (JMA) durante el 27 de julio, ya que se estimó que Mirinae había alcanzado su punto máximo con vientos sostenidos de 95 km/h (59 mph). Posteriormente, el sistema tocó tierra a unos 110 km (70 millas) al sur de Hanoi, en el norte de Vietnam, ese mismo día. Posteriormente, Mirinae se debilitó gradualmente sobre el norte de Vietnam, antes de que se notara por última vez el 28 de julio, cuando se disipó hacia el norte de Hanoi.

## Preparaciones e impacto

### República Popular China
Durante el 26 de julio, el Observatorio de Hong Kong y la Oficina Meteorológica y Geofísica de Macao izaron la Señal de espera n.º1 para los territorios chinos de Hong Kong y Macao. La tormenta tropical Mirinae tocó tierra en el pueblo de Dongao, ciudad de Wanning a las 22:20 p. m. el 26 de julio, con vientos de hasta 100 km/h (62 mph) en Hainan. El Centro Meteorológico Nacional de China emite una alerta azul por tormenta tropical. Más de 25.000 barcos pesqueros en Hainan regresaron al puerto antes de la tormenta. Todos los barcos de pasajeros que cruzan el estrecho de Qiongzhou, entre Hainan y la provincia de Guangdong, fueron suspendidos el 26 de julio. Las pérdidas económicas en Hainan alcanzaron los 380 millones de yenes (56,9 millones de dólares estadounidenses).

### Vietnam
En Vietnam, Mirinae conocida como Cơn bão số 1 (la primera tormenta en 2016). El 27 de julio, uno de los vice primeros ministros de Vietnam, Trịnh Đình Dũng, revisa la prevención del impacto del sistema en Vietnam en Thái Bình y la provincia de Haiphong. Al final de ese día, la tormenta tropical severa Mirinae tocó tierra en Thái Bình, Nam Định, Ninh Bình y sobre el delta del río Rojo en el norte de Vietnam. Se observó una ráfaga máxima con un valor de 47 m/s en Ba Lạt (provincia de Thái Bình). Debido a los fuertes vientos, las líneas eléctricas causaron apagones y cortes de energía en Thái Bình, Nam Định, Ninh Bình, Hà Nam y algunas otras áreas. Las fuertes lluvias de Mirinae trajeron el norte y el centro-norte de Vietnam, y las precipitaciones de la tormenta superaron los 287 mm (11,3 pulgadas) en el distrito de Tam Đảo, provincia de Vĩnh Phúc. Para el 29 de julio, la tormenta había dejado 7 muertos y 3 desaparecidos. Mirinae también hundió 12 barcos, destruyó los techos de 1.425 casas y arrancó unos 5.000 árboles. El daño total en Vietnam alcanzó los 7229 billones de rupias (323,9 millones de dólares).

### Laos y Tailandia
Mirinae también provocó fuertes lluvias, inundaciones repentinas y deslizamientos de tierra en algunas provincias del norte y centro de Laos y Tailandia.